# Nậm Mạ
Nậm Mạ là một xã thuộc tỉnh Lai Châu, Việt Nam. Ngày 01/7/2025, Nậm Mạ được sáp nhập từ 2 xã là xã Nậm Mạ và xã Căn Co của huyện Sìn Hồ tỉnh Lai Châu theo phương án chính quyền địa phương 2 cấp. Nậm Mạ là xã giáp ranh với huyện Tủa Chùa tỉnh Điên Biên, giáp ranh với các xã Nậm Cuổi, Pu Sam Cáp, Nậm Tam, người dân chủ yếu là dân tộc thái và người Dao đỏ
Năm 2007, Nậm Mạ là xã nằm trong vùng tái định cư của thủy điện Sơn La. Đây là xã cách xa thị trấn Sìn Hồ 100km, cách thành phố Lai Châu 82km.
Năm 2008, Nậm Mạ là xã duy nhất trong huyện Sìn Hồ được UBND tỉnh Lai Châu công nhận là xã thoát nghèo theo chương trình 135 của Chính Phủ.
Sau tái định cư từ năm 2018 xã Nậm Mạ gặp rất nhiều khó khăn về kinh tế, đời sống người dân vô cùng khó khăn.
Xã Nậm Mạ có diện tích 111,5 km² là xã có diện tích nhỏ nhất huyện Sìn Hồ, dân số năm 2025 là 5835 người, mật độ dân số đạt 50 người/km². Dân số giảm so với năm 2023 lý do là cuộc sống khó khăn hơn trước nhiều người chọn sinh sống ở nơi khác để có đủ điều kiện phát triển kinh tế và chăm lo cho gia đình, cùng với đó số lớp học ngày càng giảm.Toàn xã có 02 trường Mầm Non ( Mầm non Nậm Mạ và Mầm Non Căn Co). Có 01 trường Tiểu học là  Tiểu học căn Co, Có 01 trường cấp 2 là Trung học cơ sở Căn Co và 01 trường liên cấp là Trường Tiểu học và Trung học cơ sở Nậm Mạ
Từ ngày 01/7/2025 xã Nậm Mạ được thành lập bởi 2 xã là xã Căn Có cũ và Xã Nậm Mạ theo đề án sáp nhập của chính phủ Việt Nam